# Schwimmeuropameisterschaften 2006/Synchronschwimmen
Die Wettbewerbe im Synchronschwimmen wurden in der ersten Woche der Schwimmeuropameisterschaften 2006 in Budapest im traditionsreichen Alfréd-Hajós-Schwimmkomplex auf der in der Donau gelegenen Margareteninsel ausgetragenen.

## Gesamtergebnis
Betrachtet man die Ergebnisse in dieser Sportart für sich genommen, ergibt sich folgender Medaillenspiegel.
| Medaillenspiegel | Medaillenspiegel | Medaillenspiegel | Medaillenspiegel | Medaillenspiegel | Medaillenspiegel |
| Platz            | Land             | G                | S                | B                | Gesamt           |
| ---------------- | ---------------- | ---------------- | ---------------- | ---------------- | ---------------- |
| 1                | Russland         | 4                | 0                | 0                | 4                |
| 2                | Spanien          | 0                | 4                | 0                | 4                |
| 3                | Griechenland     | 0                | 0                | 2                | 2                |
| 3                | Italien          | 0                | 0                | 2                | 2                |

## Solo

### Freies Programm
| Platz | Land | Athletin             | Punkte |
| ----- | ---- | -------------------- | ------ |
| 1     | RUS  | Natalja Ischtschenko | 48,700 |
| 2     | ESP  | Gemma Mengual        | 48,350 |
| 3     | GRE  | Nathalia Anthopoulou | 46,000 |

### Technisches Programm
| Platz | Land | Athletin             | Punkte |
| ----- | ---- | -------------------- | ------ |
| 1     | RUS  | Natalja Ischtschenko | 49,150 |
| 2     | ESP  | Gemma Mengual        | 48,350 |
| 3     | GRE  | Nathalia Anthopoulou | 46,400 |

### Gesamtergebnis
| Platz | Land | Athletin             | Punkte |
| ----- | ---- | -------------------- | ------ |
| 1     | RUS  | Natalja Ischtschenko | 97,850 |
| 2     | ESP  | Gemma Mengual        | 96,700 |
| 3     | GRE  | Nathalia Anthopoulou | 92,400 |

### Freies Programm (Finale)
| Platz | Land | Athletin             | Punkte |
| ----- | ---- | -------------------- | ------ |
| 1     | RUS  | Natalja Ischtschenko | 98,400 |
| 2     | ESP  | Gemma Mengual        | 97,700 |
| 3     | GRE  | Nathalia Anthopoulou | 93,900 |

## Duo

### Freies Programm
| Platz | Land | Athletinnen                                | Punkte |
| ----- | ---- | ------------------------------------------ | ------ |
| 1     | RUS  | Anastassija Dawydowa Anastassija Jermakowa | 49,200 |
| 2     | ESP  | Gemma Mengual Paola Tirados                | 48,350 |
| 3     | GRE  | Eleftheria Ftouli Evanthia Makrygianni     | 46,200 |

### Technisches Programm
| Platz | Land | Athletinnen                                | Punkte |
| ----- | ---- | ------------------------------------------ | ------ |
| 1     | RUS  | Anastassija Dawydowa Anastassija Jermakowa | 48,950 |
| 2     | ESP  | Gemma Mengual Paola Tirados                | 48,450 |
| 3     | GRE  | Eleftheria Ftouli Evanthia Makrygianni     | 46,250 |

### Gesamtergebnis
| Platz | Land | Athletinnen                                | Punkte |
| ----- | ---- | ------------------------------------------ | ------ |
| 1     | RUS  | Anastassija Dawydowa Anastassija Jermakowa | 98,150 |
| 2     | ESP  | Gemma Mengual Paola Tirados                | 96,800 |
| 3     | GRE  | Eleftheria Ftouli Evanthia Makrygianni     | 92,450 |

### Freies Programm (Finale)
| Platz | Land | Athletinnen                                | Punkte |
| ----- | ---- | ------------------------------------------ | ------ |
| 1     | RUS  | Anastassija Dawydowa Anastassija Jermakowa | 98,800 |
| 2     | ESP  | Gemma Mengual Paola Tirados                | 97,500 |
| 3     | GRE  | Eleftheria Ftouli Evanthia Makrygianni     | 94,000 |

## Team

### Freies Programm
| Platz | Land | Athletinnen | Punkte |
| ----- | ---- | --- | ------ |
| 1     | RUS  | Marija Gromowa Natalja Ischtschenko Elwira Chassjanowa Olga Kuschela Anna Nassekina Jelena Owtschinnikowa Swetlana Romaschina Anna Schorina | 49,450 |
| 2     | ESP  | Alba María Cabello Raquel Corral Andrea Fuentes Tina Fuentes Laura López Gisela Morón Irina Rodríguez Paola Tirados                         | 48,450 |
| 3     | ITA  | Alessia Bigi Elisa Bozzo Manila Flamini Francesca Gangehi Mariangela Perrupato Benedetta Re Sara Sgarzi Federica Tommasi                    | 46,600 |

### Technisches Programm
| Platz | Land | Athletinnen | Punkte |
| ----- | ---- | --- | ------ |
| 1     | RUS  | Marija Gromowa Natalja Ischtschenko Elwira Chassjanowa Olga Kuschela Anna Nassekina Jelena Owtschinnikowa Swetlana Romaschina Anna Schorina | 49,050 |
| 2     | ESP  | Alba María Cabello Raquel Corral Andrea Fuentes Tina Fuentes Laura López Gisela Morón Irina Rodríguez Paola Tirados                         | 48,250 |
| 3     | ITA  | Alessia Bigi Elisa Bozzo Manila Flamini Benedetta Re Dalila Schiesaro Sara Sgarzi Virna Taccone Federica Tommasi                            | 46,200 |

### Gesamtergebnis
| Platz | Land | Athletinnen | Punkte |
| ----- | ---- | --- | ------ |
| 1     | RUS  | Marija Gromowa Natalja Ischtschenko Elwira Chassjanowa Olga Kuschela Anna Nassekina Jelena Owtschinnikowa Swetlana Romaschina Anna Schorina | 98,500 |
| 2     | ESP  | Alba María Cabello Raquel Corral Andrea Fuentes Tina Fuentes Laura López Gisela Morón Irina Rodríguez Paola Tirados                         | 96,700 |
| 3     | ITA  | Alessia Bigi Elisa Bozzo Manila Flamini Benedetta Re Dalila Schiesaro Sara Sgarzi Virna Taccone Federica Tommasi                            | 92,800 |

### Freies Programm (Finale)
| Platz | Land | Athletinnen | Punkte |
| ----- | ---- | --- | ------ |
| 1     | RUS  | Marija Gromowa Natalja Ischtschenko Elwira Chassjanowa Olga Kuschela Anna Nassekina Jelena Owtschinnikowa Swetlana Romaschina Anna Schorina | 98,800 |
| 2     | ESP  | Alba María Cabello Raquel Corral Andrea Fuentes Tina Fuentes Laura López Gisela Morón Irina Rodríguez Paola Tirados                         | 97,300 |
| 3     | ITA  | Alessia Bigi Elisa Bozzo Manila Flamini Francesca Gangehi Mariangela Perrupato Benedetta Re Sara Sgarzi Federica Tommasi                    | 93,600 |

## Kombination
| Platz | Land | Athletinnen | Punkte |
| ----- | ---- | --- | ------ |
| 1     | RUS  | Anastassija Dawydowa Anastassija Jermakowa Marija Gromowa Natalja Ischtschenko Elwira Chassjanowa Olga Kuschela Anna Nassekina Jelena Owtschinnikowa Swetlana Romaschina Anna Schorina | 97,900 |
| 2     | ESP  | Alba María Cabello Raquel Corral Andrea Fuentes Tina Fuentes Thaïs Henríquez Laura López Gemma Mengual Gisela Morón Irina Rodríguez Paola Tirados                                      | 95,900 |
| 3     | ITA  | Alessia Bigi Elisa Bozzo Manila Flamini Francesca Gangehi Mariangela Perrupato Benedetta Re Dalila Schiesaro Sara Sgarzi Virna Taccone Federica Tommasi                                | 93,500 |